# ويليام ليفي
ويليام ليفي غوتيريز (29 أغسطس 1980 -) هو ممثل وعارض أزياء كوبي-أمريكي.

## حياته
ولد ويليام في 29 أغسطس سنة 1980 في كوخيمار، هافانا بجمهورية كوبا لأب كوبي وأم كوبية يهودية وهاجر مع والدته إلى ميامي، فلوريدا في أمريكا عندما كان عمره 14 عاماً ودرس إدارة الأعمال بعد حصوله على منحة دراسية وبعد دراسته إدراة الأعمال انتقل إلى لوس أنجلس لدراسة التمثيل وتابع دراسة التمثيل في ميامي ومكسيكو سيتي.
وارتبط بالممثلة المكسيكية-الأمريكية إليزابيث غوتييريس في 2003 وأنجب منها طفل وطفلة الأول كريستوفر ولد في 2006 والثانية كايلي ولدت في مارس 2010.
أول أعماله للتليفزيون Olvidarte Jamas. ثم Mi Vida Eres Tu وAcorralada وماري تشوي هو أول بطولة لويليام وهو المسلسل الذي حشد 40 مليون مُشاهد بالمكسيك وأمريكا في كل ليلة عرض.
وفي عام 2009–2010 قدم مسلسل سحر الحب الذي لاقى نجاح جماهيري كبير وبعده مسلسل أكثر شهرة ماري تشوي وإنتصار الحب 2010–2011 كما قدم وليام شخصية الضحية بمسلسل نساء قاتلات الجزء 3 عام 2010 وشارك بعدد من الأفلام أهمها Retazos de Vida قصاصات من الحياة 2008 كما إتجه للأنتاج الفني بجانب كارلا أسترادا في مسرحية un amante a la midida العاشق المثالي التي لاقت نجاحاً بالمكسيك والولايات المتحدة عام 2010 وظهر كذلك في كليب جنيفر لوبيز into you عام 2011 والآن يتجه لهوليوود للمشاركة بمسلسل single ladies في عدد من حلقاته كما يشارك بمسلسل جديد إسمه بحق الدم. ومثل أيضاً في مسلسل العاصفة بدور «الكابتن داميان فابري».
كان يهودي الديانة وفي في 11 يوليو 2009، اعتنق ويليام ليفي الديانة المسيحية الكاثوليكية.
وفي 17 أغسطس 2010، تقدمت فتاة قاصرة دعوى قضائية ضد ويليام في لوس أنجلوس تزعم أن ويليام كان قد اعتدى عليها جنسياً، ولكن نفّى ويليام المزاعم وتم تبرئته من هذه التهمة لاحقاً.

## مسلسلاته
| السنة | الفيلم      | الدور                | ملاحظات                            |
| ----- | ----------- | -------------------- | ---------------------------------- |
| 2008  | ماري تشوي   | خوان ميغيل سان رومان | دور رئيسي - 194 حلقة               |
| 2009  | سحر الحب    | اليخاندرو            | دور رئيسي - 96 حلقة                |
| 2009  | نساء قاتلات | فونسي                | ضيف - الموسم الثالث الحلقة السابعة |
| 2010  | انتصار الحب | ماكسميليانو ساندوفال | دور رئيسي - 176 حلقة               |
| 2013  | العاصفة     | داميان فابري         | دور رئيسي - 85 حلقة                |

## أفلامه
| السنة | الفيلم                | الدور         | ملاحظات              |
| ----- | --------------------- | ------------- | -------------------- |
| 2014  | نادي الأمهات العازبات | ماني          |                      |
| 2014  | مدمن                  | كوينتن كانوسا |                      |
| 2015  | تغيير في القلب        | كارلوس        | مرحلة ما بعد الإنتاج |
| 2016  | مصطلح الحياة          | اليخاندرو     |                      |
| 2016  | الحجاب                | واريور        | مرحلة ما بعد الإنتاج |
| 2017  | الشر المقيم           | خريستيان      | الفصل الاخير 6       |
| 2017  | سيندريلو              |               | الفيلم القادم        |

## مواضيع ذات علاقة
- مايتي بيروني
- ماري تشوي
- ديفيد زيبيدا
- غابريل سوتو
- سحر الحب
- خورخي دي سيلفا
- إيفيتا مونيز

## روابط خارجية
- ويليام ليفي على موقع IMDb (الإنجليزية)
- ويليام ليفي على موقع ألو سيني (الفرنسية)
- ويليام ليفي على موقع أول موفي (الإنجليزية)
- ويليام ليفي على موقع إن إن دي بي (الإنجليزية)
- ويليام ليفي على موقع قاعدة بيانات الفيلم (الإنجليزية)
- ويليام ليفي على موقع كينوبويسك (الروسية)